# کاتسوکو ساروهاشی
کاتسوکو ساروهاشی (انگلیسی: Katsuko Saruhashi؛ زاده ۲۲ مارس ۱۹۲۰ درگذشته ۲۹ سپتامبر ۲۰۰۷) دانشمند در زمینه زمین‌شیمی اهل ژاپن بود.